# Articles de l'annus mirabilis

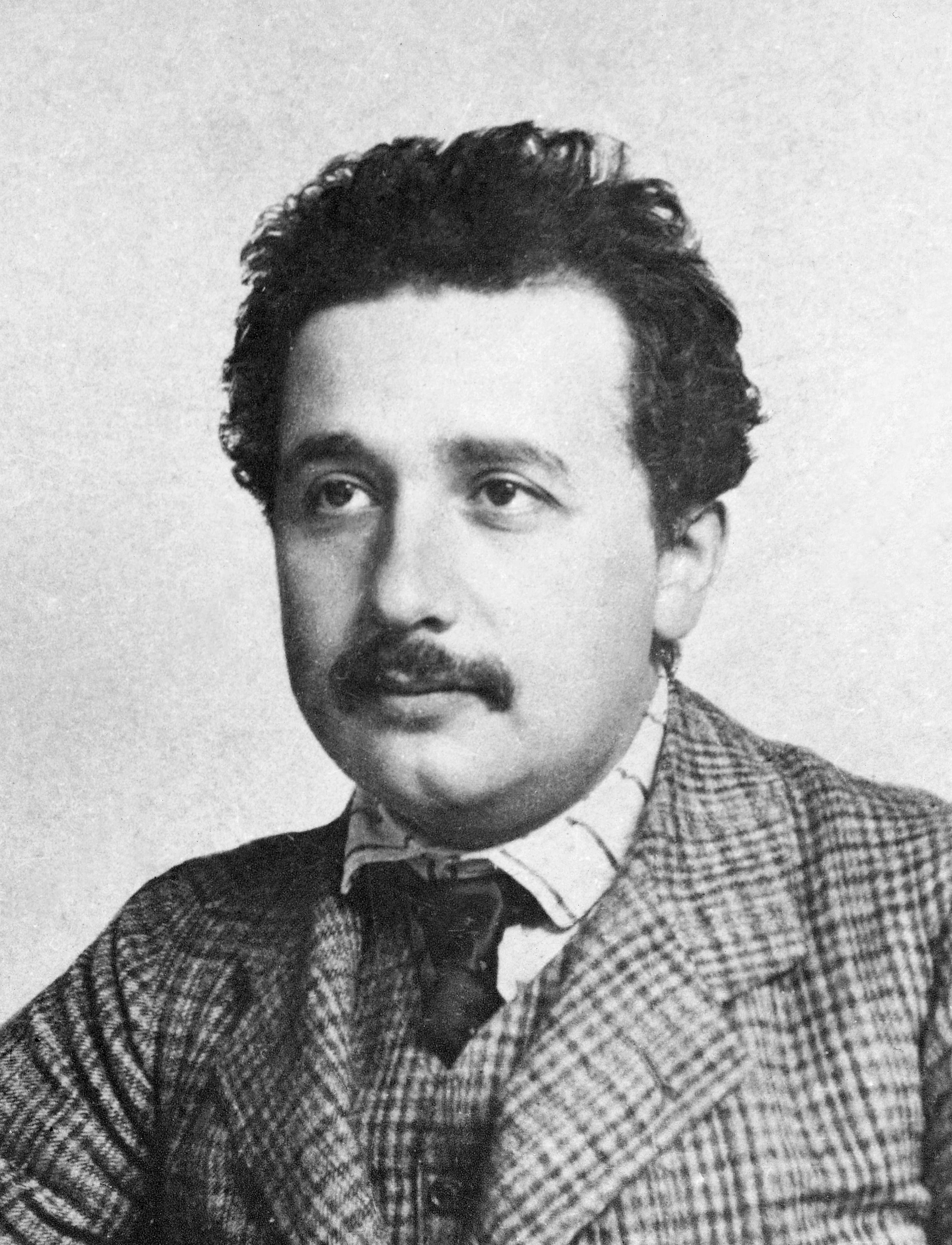
Einstein el 1904 o 1905, més o menys quan va escriure els articles de l'annus mirabilis

Els articles de l'annus mirabilis (del llatí annus mīrābilis, "any miracle") són els quatre articles que Albert Einstein va publicar a Annalen der Physik (Annals of Physics), una revista científica, el 1905. Aquests quatre articles van ser contribucions importants a la fundació de la física moderna. Van revolucionar la comprensió de la ciència dels conceptes fonamentals d'espai, temps, massa i energia. Com que Einstein va publicar aquests quatre articles en un sol any, 1905 s'anomena el seu annus mirabilis (any miracle).
1. El primer article va explicar l'efecte fotoelèctric, que va establir l'energia dels quants de llum , i va ser l'únic descobriment específic esmentat en la citació que atorgava a Einstein el Premi Nobel de Física de 1921.
2. El segon article va explicar el moviment brownià, que va establir la relació d'Einstein  i va portar els físics reticents a acceptar l'existència dels àtoms.
3. El tercer article va introduir la teoria de la relativitat especial d'Einstein, que utilitzava la velocitat constant universal de la llum per derivar les transformacions de Lorentz.
4. El quart, conseqüència de la teoria de la relativitat especial, va desenvolupar el principi d'equivalència massa-energia, expressat en l'equació  i que va portar al descobriment i l'ús de l'energia atòmica dècades més tard.

Aquests quatre articles, juntament amb la mecànica quàntica i la teoria de la relativitat general d'Einstein posterior, són la base de la física moderna.

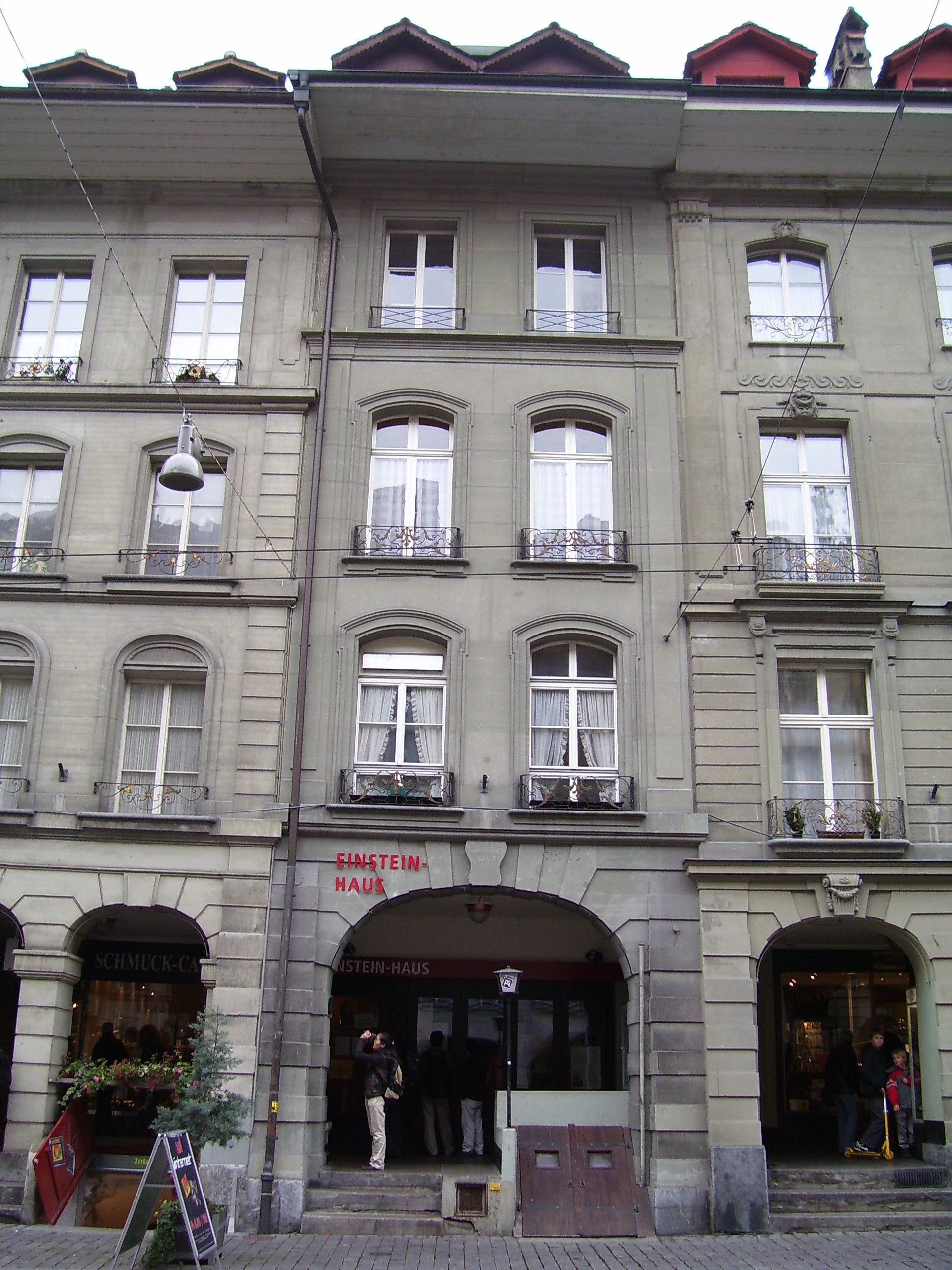
LEinsteinhaus a la Kramgasse de Berna, la residència d'Einstein en aquell moment. La majoria dels papers estaven escrits al seu apartament, al primer pis, sobre el nivell del carrer.

## Rerefons
En el moment en què es van escriure els articles, Einstein no tenia fàcil accés a un conjunt complet de materials científics de referència, tot i que llegia i contribuïa regularment amb ressenyes a Annalen der Physik. A més, hi havia pocs col·legues científics disponibles per discutir les seves teories. Va treballar com a examinador a l'Oficina de Patents de Berna, Suïssa, i més tard va dir d'un company de feina allà, Michele Besso, que "no podria haver trobat una caixa de ressonància millor per a les meves idees a tot Europa". A més, els companys de feina i els altres membres de l'autoanomenada "Acadèmia Olympia" (Maurice Solovine i Conrad Habicht) i la seva dona, Mileva Marić, van tenir certa influència en l'obra d'Einstein, però no és clar fins a quin punt.
A través d'aquests articles, Einstein va abordar algunes de les qüestions i problemes de física més importants de l'època. L'any 1900, Lord Kelvin, en una conferència titulada "Núvols del segle XIX sobre la teoria dinàmica de la calor i la llum",  va suggerir que la física no tenia explicacions satisfactòries per als resultats de l'experiment de Michelson–Morley i per a la radiació del cos negre. Tal com es va introduir, la relativitat especial va proporcionar una explicació dels resultats dels experiments de Michelson-Morley. L'explicació d'Einstein de l'efecte fotoelèctric va ampliar la teoria quàntica que Max Planck havia desenvolupat en la seva explicació exitosa de la radiació del cos negre.
Malgrat la major fama aconseguida pels seus altres treballs, com el de la relativitat especial, va ser el seu treball sobre l'efecte fotoelèctric el que li va valdre el premi Nobel el 1921. El comitè Nobel havia esperat pacientment la confirmació experimental de la relativitat especial; tanmateix, cap es va produir fins als experiments de dilatació temporal d'Ives i Stilwell (1938 i 1941) i Rossi i Hall (1941).

## Articles

### Efecte fotoelèctric
L'article "Über einen die Erzeugung und Verwandlung des Lichtes betreffenden heuristischen Gesichtspunkt" ("Sobre un punt de vista heurístic sobre la producció i transformació de la llum")  rebut el 18 de març i publicat el 9 de juny, proposava la idea dels quants d'energia. Aquesta idea, motivada per la derivació anterior de Max Planck de la llei de la radiació del cos negre (que va ser precedida pel descobriment de la llei de desplaçament de Wien, per Wilhelm Wien, diversos anys abans de Planck) suposa que l'energia lluminosa es pot absorbir o emetre només en quantitats discretes, anomenades quanta. Einstein afirma,
«L'energia, durant la propagació d'un raig de llum, no es distribueix contínuament en espais en constant augment, sinó que consisteix en un nombre finit de quants d'energia localitzats en punts de l'espai, que es mouen sense dividir-se i que només poden ser absorbits o generats com a entitats.. »
En explicar l'efecte fotoelèctric, la hipòtesi que l'energia consisteix en paquets discrets, com il·lustra Einstein, també es pot aplicar directament als cossos negres.
La idea dels quants de llum contradiu la teoria ondulatòria de la llum que es desprèn de manera natural de les equacions de James Clerk Maxwell per al comportament electromagnètic i, de manera més general, l'assumpció de la divisibilitat infinita de l'energia en els sistemes físics.
«Hi ha una profunda diferència formal entre els conceptes teòrics que els físics han format sobre els gasos i altres cossos ponderables, i la teoria de Maxwell dels processos electromagnètics en l'anomenat espai buit. Si bé considerem que l'estat d'un cos està completament determinat per les posicions i velocitats d'un nombre molt gran però finit d'àtoms i electrons, fem ús de funcions espacials contínues per determinar l'estat electromagnètic d'un volum d'espai, de manera que un nombre finit de magnituds no es pot considerar suficient per a la determinació completa de l'estat electromagnètic de l'espai.
... [això] condueix a contradiccions quan s'aplica als fenòmens d'emissió i transformació de la llum.
Segons la visió que la llum incident consisteix en quants d'energia..., la producció de raigs catòdics per la llum es pot concebre de la següent manera. La capa superficial del cos està penetrada per quants d'energia l'energia dels quals es converteix almenys parcialment en energia cinètica dels electrons. La concepció més senzilla és que un quàntic de llum transfereix tota la seva energia a un sol electró....  »
Einstein va assenyalar que l'efecte fotoelèctric depenia de la longitud d'ona i, per tant, de la freqüència de la llum. A una freqüència massa baixa, fins i tot la llum intensa no produïa electrons. No obstant això, un cop assolit una certa freqüència, fins i tot la llum de baixa intensitat produïa electrons. Va comparar això amb la hipòtesi de Planck que només es podia emetre llum en paquets d'energia donats per hf, on h és la constant de Planck i f és la freqüència. Després va postular que la llum viatja en paquets l'energia dels quals depèn de la freqüència i, per tant, només la llum per sobre d'una determinada freqüència aportaria suficient energia per alliberar un electró.
El 1921, quan Einstein va rebre el Premi Nobel i el seu treball sobre la fotoelectricitat va ser esmentat pel seu nom a la citació del premi, alguns físics van acceptar que l'equació ({\displaystyle hf=\Phi +E_{k}}) era correcte i eren possibles quants lleugers. El 1923, l'experiment de dispersió de raigs X d'Arthur Compton va ajudar a més de la comunitat científica a acceptar aquesta fórmula. La teoria dels quants de llum era un fort indicador de la dualitat ona-partícula, un principi fonamental de la mecànica quàntica. Una imatge completa de la teoria de la fotoelectricitat es va realitzar després de la maduresa de la mecànica quàntica.

### Moviment brownià
L'article "Über die von der molekularkinetischen Theorie der Wärme geforderte Bewegung von in ruhenden Flüssigkeiten suspendierten Teilchen" ("Sobre el moviment de petites partícules suspeses en un líquid estacionari, tal com ho requereix la teoria cinètica molecular de la calor")  rebut l'11 de maig i publicat el 18 de juliol, va delinear un model estocàstic del moviment brownià.
«En aquest article es mostrarà que, segons la teoria cinètica molecular de la calor, els cossos de mida microscòpicament visible suspesos en líquids han de realitzar moviments moleculars tèrmics de tal magnitud que es puguin observar fàcilment amb un microscopi. És possible que els moviments que es tractaran aquí siguin idèntics a l'anomenat moviment molecular brownià; tanmateix, les dades de què tinc disponibles sobre aquest últim són tan imprecises que no he pogut fer un judici sobre la qüestió... »
Einstein va derivar expressions per al desplaçament quadrat mitjà de partícules. Utilitzant la teoria cinètica dels gasos, que aleshores era controvertida, l'article va establir que el fenomen, que havia mancat d'una explicació satisfactòria fins i tot dècades després de ser observat per primera vegada, proporcionava proves empíriques de la realitat de l'àtom. També va donar crèdit a la mecànica estadística, que també havia estat controvertida en aquell moment. Abans d'aquest article, els àtoms eren reconeguts com un concepte útil, però els físics i els químics van debatre si els àtoms eren entitats reals. La discussió estadística d'Einstein sobre el comportament atòmic va donar als experimentalistes una manera de comptar àtoms mirant a través d'un microscopi normal. Wilhelm Ostwald, un dels líders de l'escola antiàtom, va dir més tard a Arnold Sommerfeld que havia estat convençut de l'existència dels àtoms pels experiments de moviment brownià de Jean Perrin posteriors.

### Relativitat especial
Zur Elektrodynamik bewegter Körper (Sobre l'electrodinàmica dels cossos en moviment),  el seu tercer article aquell any, es va rebre el 30 de juny i es va publicar el 26 de setembre. Reconcilia les equacions de Maxwell per a l'electricitat i el magnetisme amb les lleis de la mecànica introduint grans canvis a la mecànica properes a la velocitat de la llum. Això més tard es va conèixer com la teoria especial de la relativitat d'Einstein.
El document esmenta només els noms de cinc científics més: Isaac Newton, James Clerk Maxwell, Heinrich Hertz, Christian Doppler i Hendrik Lorentz. No té cap referència a cap altra publicació. Moltes de les idees ja havien estat publicades per altres, tal com es detalla a la història de la relativitat especial i la disputa de prioritats de la relativitat. No obstant això, l'article d'Einstein introdueix una teoria del temps, distància, massa i energia que era coherent amb l'electromagnetisme, però que ometia la força de la gravetat.
Aleshores, se sabia que les equacions de Maxwell, quan s'aplicaven als cossos en moviment, donaven lloc a asimetries (problema de l'imant en moviment i del conductor), i que no havia estat possible descobrir cap moviment de la Terra en relació amb el 'mitjà lleuger' (és a dir, èter). Einstein planteja dos postulats per explicar aquestes observacions. En primer lloc, aplica el principi de relativitat, que estableix que les lleis de la física segueixen sent les mateixes per a qualsevol marc de referència no accelerador (anomenat marc de referència inercial), a les lleis de l'electrodinàmica i l'òptica, així com a la mecànica. En el segon postulat, Einstein proposa que la velocitat de la llum té el mateix valor en tots els marcs de referència, independentment de l'estat de moviment del cos emissor.
La relativitat especial és, doncs, coherent amb el resultat de l'experiment de Michelson-Morley, que no havia detectat un medi de conductància (o èter ) per a les ones de llum a diferència d'altres ones conegudes que requereixen un medi (com l'aigua o l'aire) i que havia estat crucial per al desenvolupament de les transformacions de Lorentz i del principi de relativitat. Potser Einstein no sabia sobre aquest experiment, però afirma:
"Exemples d'aquest tipus, juntament amb els intents infructuosos de descobrir qualsevol moviment de la terra en relació amb el "mitjà lleuger", suggereixen que els fenòmens de l'electrodinàmica i també de la mecànica no tenen propietats que corresponguin a la idea del repòs absolut. »
La velocitat de la llum és fixa i, per tant, no és relativa al moviment de l'observador. Això era impossible sota la mecànica clàssica newtoniana. Einstein argumenta,
«Les mateixes lleis de l'electrodinàmica i de l'òptica seran vàlides per a tots els marcs de referència per als quals valguin les equacions de la mecànica. Elevarem aquesta conjectura (el significat de la qual en endavant s'anomenarà "Principi de Relativitat") a l'estatus de postulat, i també introduirem un altre postulat, que només aparentment és irreconciliable amb el primer, és a dir, que la llum es propaga sempre. en un espai buit amb una velocitat definida c que és independent de l'estat de moviment del cos emissor. Aquests dos postulats són suficients per a l'assoliment d'una teoria simple i consistent de l'electrodinàmica dels cossos en moviment basada en la teoria de Maxwell per als cossos estacionaris. La introducció d'un "èter luminífer" resultarà superflua en tant que la visió a desenvolupar aquí no requerirà un "espai absolutament estacionari" dotat de propietats especials, ni assignar un vector-velocitat a un punt de l'espai buit. on es produeixen processos electromagnètics.
La teoria... es basa, com tota l'electrodinàmica, en la cinemàtica del cos rígid, ja que les afirmacions de qualsevol teoria d'aquest tipus tenen a veure amb les relacions entre cossos rígids (sistemes de coordenades), rellotges i processos electromagnètics. La consideració insuficient d'aquesta circumstància rau a l'arrel de les dificultats amb què es troba actualment l'electrodinàmica dels cossos en moviment. »

### Equivalència massa-energia
El 21 de novembre , Annalen der Physik va publicar un quart article (rebut el 27 de setembre) "Ist die Trägheit eines Körpers von seinem Energieinhalt abhängig?" ("La inèrcia d'un cos depèn del seu contingut energètic?"),  en què Einstein va deduir la que de vegades es descriu com la més famosa de totes les equacions: E = mc2.
Einstein va considerar que l'equació d'equivalència tenia una importància cabdal perquè demostrava que una partícula massiva posseeix una energia, l'"energia en repòs", diferent de les seves energies cinètiques i potencials clàssiques. El document es basa en les investigacions de James Clerk Maxwell i Heinrich Rudolf Hertz i, a més, els axiomes de la relativitat, tal com afirma Einstein,
«Els resultats de la investigació anterior porten a una conclusió molt interessant, que és aquí per deduir.
La investigació anterior es basava "en les equacions de Maxwell-Hertz per a l'espai buit, juntament amb l'expressió Maxwelliana per a l'energia electromagnètica de l'espai..."
Les lleis per les quals s'alteren els estats dels sistemes físics són independents de l'alternativa, a la qual de dos sistemes de coordenades, en moviment uniforme de translació paral·lela entre si, es refereixen aquestes alteracions d'estat (principi de relativitat). »
L'equació estableix que l'energia d'un cos en repòs (E) és igual a la seva massa (m) per la velocitat de la llum (c) al quadrat, o E = mc2.
«Si un cos emet l'energia L en forma de radiació, la seva massa disminueix en L/c2. El fet que l'energia retirada del cos es converteixi en energia de radiació evidentment no fa cap diferència, de manera que ens porta a la conclusió més general que
La massa d'un cos és una mesura del seu contingut energètic; si l'energia canvia en L, la massa canvia en el mateix sentit en L/(9 × 1020), l'energia es mesura en ergs i la massa en grams.
...
Si la teoria correspon als fets, la radiació transmet inèrcia entre els cossos emissors i absorbents. »